# Fumiko Aoki
Fumiko Aoki (japanisch 青木 富美子; * 22. November 1966 in Mamurogawa) ist eine ehemalige japanische Skilangläuferin.

## Werdegang
Aoki startete international erstmals bei den Winter-Asienspielen 1990 in Sapporo. Dort gewann sie über 10 km klassisch, über 15 km Freistil und mit der Staffel jeweils die Goldmedaille. Ihre beste Platzierung bei den nordischen Skiweltmeisterschaften 1991 im Val di Fiemme war der 13. Platz über 15 km klassisch und bei den Olympischen Winterspielen 1992 in Albertville der 19. Platz in der Verfolgung und der 12. Rang mit der Staffel. Im folgenden Jahr lief sie bei den nordischen Skiweltmeisterschaften in Falun auf den 41. Platz über 5 km klassisch, auf den 40. Rang über 30 km Freistil, auf den 22. Platz in der Verfolgung und auf den 20. Rang über 15 km klassisch. Bei den Olympischen Winterspielen 1994 in Lillehammer kam sie jeweils auf den 26. Platz über 5 km klassisch und 30 km klassisch, auf den 16. Rang in der Verfolgung und auf den 11. Platz über 15 km Freistil. In der Saison 1994/95 erreichte sie mit zwei neunten Plätzen ihre ersten Top-Zehn-Platzierungen im Weltcup und zum Saisonende den 34. Platz im Gesamtweltcup. Beim Saisonhöhepunkt, den nordischen Skiweltmeisterschaften 1995 in Thunder Bay, errang sie den 44. Platz über 5 km klassisch und den 41. Platz in der anschließenden Verfolgung.
In der folgenden Saison kam Aoki 12-mal in die Punkteränge und errang damit den 22. Platz im Gesamtweltcup. Ihre besten Gesamtergebnisse im Weltcup erreichte sie in der Saison 1996/97 mit dem 19. Platz im Gesamtweltcup und den siebten Rang im Sprintweltcup. Dabei kam sie dreimal auf den fünften Platz und belegte damit ihr bestes Einzelresultat im Weltcup. Ihre besten Ergebnisse bei den nordischen Skiweltmeisterschaften 1997 in Trondheim waren der 26. Platz über 5 km klassisch und der 15. Rang mit der Staffel. Bei den Olympischen Winterspielen 1998 in Nagano lief sie auf den 37. Platz über 15 km klassisch, auf den 31. Rang über 5 km klassisch und auf den 29. Platz in der Verfolgung. Zudem errang sie dort zusammen mit Tomomi Ōtaka, Sumiko Yokoyama und Kumiko Yokoyama den zehnten Platz in der Staffel. In der Saison 1998/99 holte sie bei den Winter-Asienspielen 1999 in Gangwon die Bronzemedaille über 10 km Freistil und die Silbermedaille mit der Staffel und belegte bei den nordischen Skiweltmeisterschaften 1999 in Ramsau am Dachstein den 47. Platz über 30 km klassisch, den 41. Rang in der Verfolgung und den 39. Platz über 5 km klassisch. Ihren letzten internationalen Wettbewerbe absolvierte sie bei den nordischen Skiweltmeisterschaften 2001 in Lahti. Dort belegte sie den 52. Platz über 10 km klassisch, den 46. Rang im Skiathlon und den 13. Platz mit der Staffel.
Aoki wurde siebenmal japanischer Meister über 15 km (1989, 1990, 1992–1995, 1997), sechsmal über 10 km Freistil (1989, 1992–1996), fünfmal über 5 km klassisch (1993–1997), dreimal über 30 km (1994, 1995, 1997) und jeweils einmal über 5 km (1988) und 10 km klassisch (1992). Zudem holte sie drei Siege im Continental-Cup.

## Teilnahmen an Weltmeisterschaften und Olympischen Winterspielen

### Olympische Winterspiele
- 1992 Albertville: 12. Platz Staffel, 19. Platz 10 km Verfolgung, 30. Platz 5 km klassisch, 37. Platz 15 km klassisch, 44. Platz 30 km Freistil
- 1994 Lillehammer: 11. Platz 15 km Freistil, 16. Platz 10 km Verfolgung, 26. Platz 30 km klassisch, 26. Platz 5 km klassisch
- 1998 Nagano: 10. Platz Staffel, 29. Platz 10 km Verfolgung, 31. Platz 5 km klassisch, 37. Platz 15 km klassisch

### Nordische Skiweltmeisterschaften
- 1991 Val di Fiemme: 13. Platz 15 km klassisch, 16. Platz 10 km Freistil, 19. Platz 5 km klassisch, 22. Platz 30 km Freistil
- 1993 Falun: 20. Platz 15 km klassisch, 22. Platz 10 km Verfolgung, 40. Platz 30 km Freistil, 41. Platz 5 km klassisch
- 1995 Thunder Bay: 41. Platz 10 km Verfolgung, 44. Platz 5 km klassisch
- 1997 Trondheim: 15. Platz Staffel, 26. Platz 5 km klassisch, 28. Platz 15 km Freistil, 29. Platz 30 km klassisch, 30. Platz 10 km Verfolgung
- 1999 Ramsau am Dachstein: 39. Platz 5 km klassisch, 41. Platz 10 km Verfolgung, 47. Platz 30 km klassisch
- 2001 Lahti: 13. Platz Staffel, 46. Platz 10 km Skiathlon, 52. Platz 10 km klassisch

## Siege bei Continental-Cup-Rennen
| Nr. | Datum          | Ort     | Disziplin      | Serie           |
| --- | -------------- | ------- | -------------- | --------------- |
| 1.  | 6. März 1999   | Sapporo | 5 km klassisch | Continental-Cup |
| 2.  | 6. Januar 2001 | Sapporo | 5 km klassisch | Continental-Cup |
| 3.  | 7. Januar 2001 | Sapporo | 10 km Freistil | Continental-Cup |

## Platzierungen im Weltcup

### Weltcup-Statistik
Die Tabelle zeigt die erreichten Platzierungen im Einzelnen.
- 1.–3. Platz: Anzahl der Podiumsplatzierungen
- Top 10: Anzahl der Platzierungen unter den ersten zehn
- Punkteränge: Anzahl der Platzierungen innerhalb der Punkteränge
- Starts: Anzahl gelaufener Rennen in der jeweiligen Disziplin
- Hinweis: Bei den Distanzrennen erfolgt die Einordnung gemäß FIS.

| Platzierung         | Distanzrennen a | Distanzrennen a | Distanzrennen a | Distanzrennen a | Distanzrennen a | Skiathlon Verfolgung | Sprint | Etappen- rennen b | Gesamt | Team c | Team c  |
| Platzierung         | ≤ 5 km          | ≤ 10 km         | ≤ 15 km         | ≤ 30 km         | > 30 km         | Skiathlon Verfolgung | Sprint | Etappen- rennen b | Gesamt | Sprint | Staffel |
| ------------------- | --------------- | --------------- | --------------- | --------------- | --------------- | -------------------- | ------ | ----------------- | ------ | ------ | ------- |
| 1. Platz            |                 |                 |                 |                 |                 |                      |        |                   |        |        |         |
| 2. Platz            |                 |                 |                 |                 |                 |                      |        |                   |        |        |         |
| 3. Platz            |                 |                 |                 |                 |                 |                      |        |                   |        |        |         |
| Top 10              | 2               | 1               | 1               |                 |                 | 1                    | 1      |                   | 6      | 1      | 5       |
| Punkteränge         | 10              | 8               | 11              | 3               |                 | 5                    | 5      |                   | 42     | 1      | 14      |
| Starts              | 26              | 15              | 18              | 9               |                 | 15                   | 6      |                   | 89     | 1      | 14      |
| Stand: Karriereende |                 |                 |                 |                 |                 |                      |        |                   |        |        |         |

### Weltcup-Gesamtplatzierungen
| Saison    | Gesamt | Gesamt | Sprint | Sprint | Langdistanz | Langdistanz |
| Saison    | Punkte | Platz  | Punkte | Platz  | Punkte      | Platz       |
| --------- | ------ | ------ | ------ | ------ | ----------- | ----------- |
| 1990/91   | 3      | 43.    | –      | –      | –           | -           |
| 1991/92   | –      | –      | –      | –      | –           | -           |
| 1992/93   | 29     | 40.    | –      | –      | –           | -           |
| 1993/94   | 63     | 31.    | –      | –      | –           | -           |
| 1994/95   | 66     | 34.    | –      | –      | –           | -           |
| 1995/96   | 131    | 22.    | –      | –      | –           | -           |
| 1996/97   | 171    | 19.    | 162    | 7.     | 1           | 54.         |
| 1997/98   | 28     | 45.    | 8      | 62.    | 20          | 33.         |
| 1998/99   | 20     | 55.    | 20     | 52.    | –           | –           |
| 1999/2000 | 1      | 94.    | 1      | 65.    | –           | –           |